# Arthur Norris
Arthur Norris (n. secolul al XIX-lea – d. secolul al XX-lea) a fost un jucător de tenis britanic, medaliat olimpic. A participat la o ediție a Jocurilor Olimpice (1900) în care a câștigat o medalie de bronz.

## Participări
Lista de mai jos prezintă principalele competiții la care a participat Arthur Norris de-a lungul carierei.
- simple messieurs de tennis aux Jeux olympiques d'été de 1900[*]